# Dragoste și ură (film din 1947)
Dragoste și ură (titlul original: în rusă Анаит, transliterat: Anait, armeană Անահիտ) este un film de aventură sovietic (RSS Armenească), realizat în 1947 de regizorul Hamo Beknazarian, protagoniști fiind actorii Hrachia Nersisian, Avet Avetisian și O. Buniatian. 

## Conținut
Prințul se îndrăgostește de o fată obișnuită și se căsătorește cu ea. Când dușmanii îl răpesc pe prinț, tânăra sa soție este cea care îl va salva.

## Distribuție
- Hrachia Nersisian – Nureddin
- Avet Avetisian – Bahatur
- O. Buniatian – Aram
- Metaksia Simonian – Anait
- Ye. Sebar – Ashkhen
- Frunze Dovlatian – Vachagan
- B. Isahakian – Feyzula
- David Malian – Hrant
- Kh. Abrahamian – Nariman
- Shara Talian – Gusan
- Aram Amirbekian – soldatul
- Vaghinak Marguni – comandantul gărzii